# Ṙobert Hakobyan
Ṙobert Hakobyan (in armeno Ռոբերտ Հակոբյան?; Erevan, 22 ottobre 1996) è un calciatore armeno, difensore dell'Alaškert.

## Carriera

### Club
Ha giocato nella prima divisione armena. Inoltre, ha giocato 6 partite nei turni preliminari delle coppe europee, di cui 4 per l'Europa League e 2 per l'Europa Conference League.

### Nazionale
Ha giocato nelle nazionali giovanili armene Under-18, Under-19 ed Under-21.

## Palmarès

### Club

#### Competizioni nazionali
- Coppa d'Armenia: 1

P'yownik: 2014-2015
- Campionato armeno: 1

P'yownik: 2014-2015
- Supercoppa d'Armenia: 1

P'yownik: 2015